# فرودگاه فلورنوی ولی
فرودگاه فلورنوی ولی (به انگلیسی: Flournoy Valley Airport) یک فرودگاه خصوصی است که یک باند فرود چمن دارد و طول باند آن ۷۶۲ متر است. این فرودگاه در کشور ایالات متحده آمریکا قرار دارد و در ارتفاع ۲۴۰ متری از سطح دریا واقع شده است.